# Kevon Looney
Kevon Grant Looney (Milwaukee, 6 febbraio 1996) è un cestista statunitense, professionista nella NBA con i New Orleans Pelicans.

## Carriera
È stato ingaggiato dai New Orleans Pelicans come free agent nel 2025

## Statistiche
| † | Denota le stagioni in cui ha vinto il titolo |

### NCAA
| Anno      | Squadra     | PG | PT | MP   | TC%  | 3P%  | TL%  | RP  | AP  | PRP | SP  | PP   |
| --------- | ----------- | -- | -- | ---- | ---- | ---- | ---- | --- | --- | --- | --- | ---- |
| 2014-2015 | UCLA Bruins | 36 | 36 | 30,9 | 47,0 | 41,5 | 62,6 | 9,2 | 1,4 | 1,3 | 0,9 | 11,6 |
| Carriera  | Carriera    | 36 | 36 | 30,9 | 47,0 | 41,5 | 62,6 | 9,2 | 1,4 | 1,3 | 0,9 | 11,6 |

#### Massimi in carriera
- Massimo di punti: 27 vs Stanford (8 gennaio 2015)[1]
- Massimo di rimbalzi: 19 vs Stanford (8 gennaio 2015)
- Massimo di assist: 4 vs Gonzaga (13 dicembre 2014)
- Massimo di palle rubate: 5 (2 volte)
- Massimo di stoppate: 3 (2 volte)
- Massimo di minuti giocati: 47 vs Stanford (8 gennaio 2015)

### NBA

#### Regular Season
| Anno       | Squadra       | PG  | PT  | MP   | TC%  | 3P%  | TL%  | RP  | AP  | PRP | SP  | PP  |
| ---------- | ------------- | --- | --- | ---- | ---- | ---- | ---- | --- | --- | --- | --- | --- |
| 2015-2016  | G.S. Warriors | 5   | 0   | 4,2  | 57,1 | 50,0 | -    | 2,0 | 0,0 | 0,0 | 0,0 | 1,8 |
| 2016-2017† | G.S. Warriors | 53  | 4   | 8,4  | 52,3 | 22,2 | 61,8 | 2,3 | 0,5 | 0,3 | 0,3 | 2,5 |
| 2017-2018† | G.S. Warriors | 66  | 4   | 13,8 | 58,0 | 20,0 | 54,5 | 3,3 | 0,6 | 0,5 | 0,8 | 4,0 |
| 2018-2019  | G.S. Warriors | 80  | 24  | 18,5 | 62,5 | 10,0 | 61,9 | 5,2 | 1,5 | 0,6 | 0,7 | 6,3 |
| 2019-2020  | G.S. Warriors | 20  | 4   | 13,1 | 36,7 | 7,1  | 75,0 | 3,3 | 1,0 | 0,6 | 0,3 | 3,4 |
| 2020-2021  | G.S. Warriors | 61  | 34  | 19,0 | 54,8 | 23,5 | 64,6 | 5,3 | 2,0 | 0,3 | 0,4 | 4,1 |
| 2021-2022† | G.S. Warriors | 82  | 80  | 21,1 | 57,1 | 0,0  | 60,0 | 7,3 | 2,0 | 0,6 | 0,6 | 6,0 |
| 2022-2023  | G.S. Warriors | 82  | 70  | 23,9 | 63,0 | 0,0  | 60,6 | 9,3 | 2,5 | 0,6 | 0,6 | 7,0 |
| 2023-2024  | G.S. Warriors | 74  | 36  | 16,1 | 59,7 | 0,0  | 67,5 | 5,7 | 1,8 | 0,4 | 0,4 | 4,5 |
| 2024-2025  | G.S. Warriors | 76  | 6   | 15,0 | 51,4 | 40,0 | 56,6 | 6,1 | 1,6 | 0,6 | 0,5 | 4,5 |
| Carriera   | Carriera      | 599 | 262 | 17,2 | 57,5 | 18,5 | 60,8 | 5,7 | 1,6 | 0,5 | 0,5 | 5,0 |

#### Play-off
| Anno     | Squadra       | PG | PT | MP   | TC%  | 3P% | TL%  | RP   | AP  | PRP | SP  | PP  |
| -------- | ------------- | -- | -- | ---- | ---- | --- | ---- | ---- | --- | --- | --- | --- |
| 2018†    | G.S. Warriors | 21 | 5  | 18,4 | 54,2 | 0,0 | 38,1 | 4,2  | 0,9 | 0,7 | 0,4 | 4,1 |
| 2019     | G.S. Warriors | 21 | 1  | 20,6 | 68,8 | -   | 72,4 | 4,5  | 1,0 | 0,6 | 0,5 | 7,1 |
| 2022†    | G.S. Warriors | 22 | 13 | 20,4 | 65,9 | -   | 61,1 | 7,6  | 2,2 | 0,4 | 0,5 | 5,8 |
| 2023     | G.S. Warriors | 13 | 8  | 25,0 | 57,8 | -   | 55,6 | 13,1 | 3,3 | 0,6 | 0,4 | 6,5 |
| 2025     | G.S. Warriors | 12 | 0  | 10,0 | 43,5 | -   | 75,0 | 3,6  | 0,3 | 0,4 | 0,3 | 2,2 |
| Carriera | Carriera      | 89 | 27 | 19,2 | 61,2 | 0,0 | 59,6 | 6,3  | 1,5 | 0,5 | 0,4 | 5,3 |

#### Massimi in carriera
- Massimo di punti: 21 vs Dallas Mavericks (20 maggio 2022)[2]
- Massimo di rimbalzi: 23 vs Los Angeles Lakers (3 maggio 2023)
- Massimo di assist: 9 (2 volte)
- Massimo di palle rubate: 5 vs Milwaukee Bucks (11 marzo 2023)
- Massimo di stoppate: 6 vs Phoenix Suns (17 marzo 2018)
- Massimo di minuti giocati: 36 vs Milwaukee Bucks (11 marzo 2023)

### G League
| Anno      | Squadra       | PG | PT | MP   | TC%  | 3P%  | TL%  | RP   | AP  | PRP | SP  | PP   |
| --------- | ------------- | -- | -- | ---- | ---- | ---- | ---- | ---- | --- | --- | --- | ---- |
| 2015-2016 | S.C. Warriors | 12 | 0  | 19,1 | 39,6 | 31,0 | 71,4 | 7,4  | 0,8 | 0,7 | 0,9 | 9,8  |
| 2016-2017 | S.C. Warriors | 4  | 1  | 19,6 | 56,1 | 0,0  | 41,7 | 11,3 | 0,5 | 1,0 | 1,0 | 12,8 |
| Carriera  | Carriera      | 16 | 1  | 19,3 | 44,1 | 28,1 | 62,5 | 8,4  | 0,7 | 0,8 | 0,9 | 10,5 |

## Palmarès
- Campionato NBA: 3

Golden State Warriors: 2017, 2018, 2022
- McDonald's All-American Game (2014)
- 1 volta maggior numero di rimbalzi offensivi in stagione NBA